# Archidendron lucyi
Archidendron lucyi é uma espécie de árvore pertencente à família das fabáceas. É originário das Ilhas Salomão, Malásia e Austrália.

## Taxonomia
Archidendron lucyi foi descrita por Ferdinand von Mueller  e publicado em Fragmenta Phytographiæ Australiæ 6: 201. 1868.